# Hussebeek
De Hussebeek is een beek in Nederlands Zuid-Limburg in de gemeentes Meerssen en Stein. De beek ligt tussen Geulle en Elsloo op de rechteroever van de Maas en heeft een lengte van ongeveer 2550 meter.
Op ongeveer 300 meter naar het noorden ontspringt de Hemelbeek, op respectievelijk ongeveer 275 en 320 meter naar het noordwesten ontspringen de Armsterbeek en het Bergzijpke en op ongeveer 300 meter naar het zuidwesten ontspringt de noordelijke tak van de Zandbeek.

## Ligging
De beek ligt op de westelijke helling van het Centraal Plateau in de overgang naar het Maasdal. De beek heeft twee takken die beide ontspringen op de hellingen in het Bunderbos. De noordelijke tak van de beek heeft haar bron bij de Slingerberg ten westen van Hussenberg en ten oosten van Broekhoven. De zuidelijke tak is iets korter en voegt zich bij de beek vlak voordat deze onder de spoorlijn Maastricht - Venlo doorgaat. De beek stroomt langs Broekhoven tot aan het Julianakanaal. Vanaf daar stroomt de beek ongeveer twee kilometer parallel aan de kanaaldijk in noordelijke richting om bij Kasteel Elsloo uit de monden in de Hemelbeek, die op haar beurt in de Maas uitmondt.

## Geologie
De Hussebeek ontspringt ten noorden van de Geullebreuk en ten zuiden van de Schin op Geulbreuk op een hoogte van respectievelijk ongeveer 90 en 67 meter boven NAP. Op deze hoogte dagzoomt klei uit het Laagpakket van Boom dat in de bodem een ondoorlatende laag vormt, waardoor het grondwater op deze hoogte uitstroomt.
De Hussebeek krijgt van verschillende bronnen water, waarvan er enkele een kalktufbron zijn.